# Rufisque
Rufisque és una ciutat a la regió de Dakar al Senegal occidental, a la base de la península de Cap Verd. Té una població de 179.797 (cens del 2002). Antigament fou una ciutat portuària important per dret propi, però és ara un suburbi de Dakar.
Rufisque és també la capital del departament del mateix nom.

## Història

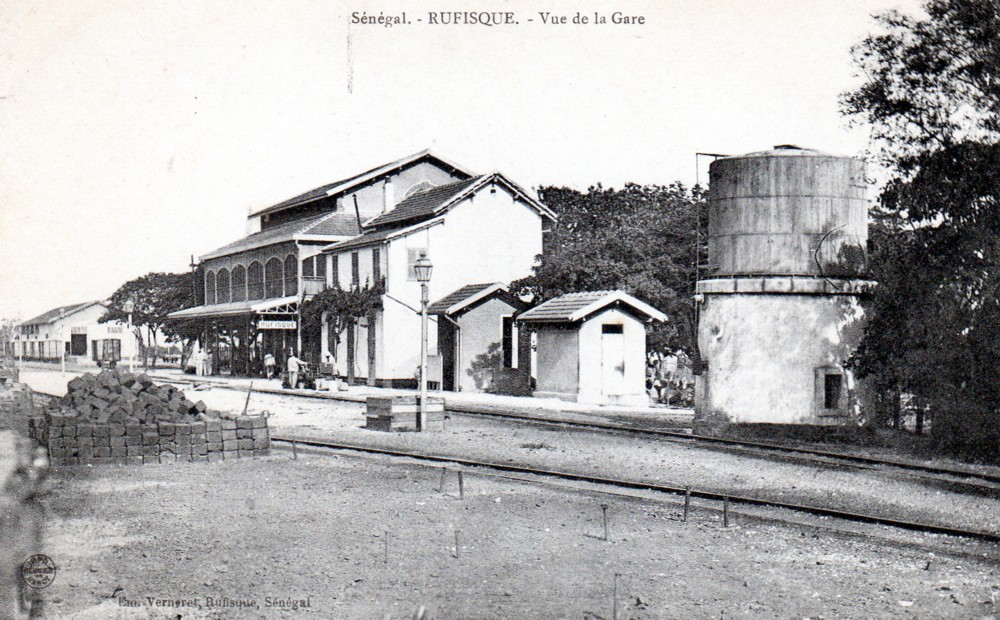
Rufisque Estació de tren, 1910.

Al principi una població de pescadors lebous anomenada Tenguedj (Wolof: Tëngéej), Rufisque va esdevenir important en el segle xvi com el port principal del regne de Cayor, sent freqüentat per portuguesos (qui el van anomenar Rio Fresco o Rio de Agua Dulce; deRio Fresco derivaria Rufisque; una altra teoria diu que derivaria de Rio Fusco o sigui Riu Fosc) i holandesos i per comerciants francesos i anglesos. Una comunitat euroafricana criolla o mestissa de mercaders va créixer allà en contacte proper amb comunitats similars a Saint Louis del Senegal, Gorée i altres llocs al llarg de la Petite Côte (Portudal, Joal) al sud del riu Gàmbia.

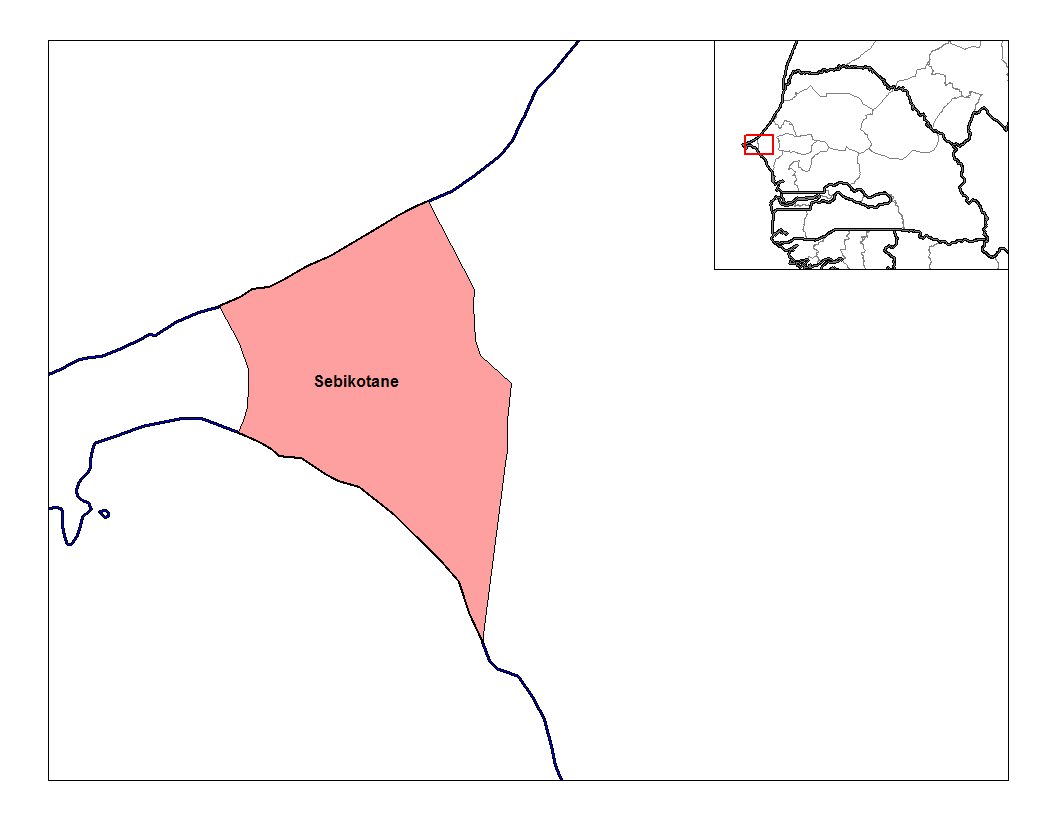
Rufisque, en la Península del Cap Verd, Senegal

El 1840 un parell de vaixells mercants de Saint Louis va construir magatzems prop de la costa per emmagatzemar cacauets. Els mercaders de Gorée els van seguir. Això va anar seguit d'un període d'expansió comercial de la producció de cacauets, en auge al Cayor. El1859 es va construir un fort francès i Rufisque va ser incorporada a la colònia del Senegal. La factoria anomenada "Escale", un centre administratiu i comercial establert al llarg de la costa va ser inaugurat el 1862—els habitants africans foren empesos cap altres llocs en el procés. Rufisque esdevenia una "comuna" el 1880 i el seu port va ser connectat al ferrocarril Dakar-Saint Louis el 1885. El 1909 Galandou Diouf (mort el 1941) va ser elegit per representar Rufisque en el Consell General de la colònia a Saint Louis, sent el primer africà elegit a aquella posició.

## Decadència de portuari
A començaments del segle XX el creixement de la veïna Dakar, amb les seves facilitats portuàries superiors, va suposar la decadència de Rufisque. Aviat va deixar ser un port actiu, i progressivament Rufisque va experimentar una decadència d'activitats industrials i fou segurament el més negligit de les històriques "quatre comunes", sense sector de turisme i una manca crònica d'inversió en infraestructura publica.

## Indústria
Rufisque té unes fabriques de ciment.

## Administració
Ndiawar Touré va entrar al càrrec d'alcalde de Rufisque el 8 de juny de 2002. Anteriorment, Mbaye-Jacques Diop fou alcalde de 1987 a 2002, i subsegüentment fou designat com a alcalde honorari.